# Gotherington
Gotherington är en ort och civil parish i Storbritannien.   Den ligger i grevskapet Gloucestershire och riksdelen England, i den södra delen av landet, 140 km väster om huvudstaden London. Gotherington ligger 62 meter över havet och antalet invånare är 1 200.
Terrängen runt Gotherington är kuperad åt sydost, men åt nordväst är den platt. Runt Gotherington är det tätbefolkat, med 790 invånare per kvadratkilometer. Närmaste större samhälle är Gloucester, 16,9 km sydväst om Gotherington. Trakten runt Gotherington består till största delen av jordbruksmark.